# Cerynea contentaria
Cerynea contentaria là một loài bướm đêm trong họ Erebidae.